# Ultraman (manga)
Ultraman es una serie de manga japonesa escrita por Eiichi Shimizu y dibujada por Tomohiro Shimoguchi,. Se publicó inicialmente en la revista Monthly Hero's desde octubre de 2011. Desde 2020 se publica en la revista Comiplex.
Es parte de la franquicia Ultraman y una secuela-manga de la serie de televisión de 1966. La serie ha sido recopilada en 21 volúmenes tankōbon hasta febrero de 2025.
La serie se comercializó originalmente como ULTRAMAN Begins, antes de convertirse simplemente en ULTRAMAN.
Una adaptación a serie de anime (ONA) con gráficos 3D coproducida por Production I.G y Sola Digital Arts se lanzó en Netflix en abril de 2019.
Una segunda temporada del anime fue estrenado en abril de 2022. Una tercera y última temporada se lanzó el 11 de mayo de 2023 en Netflix.

## Argumento
Han pasado décadas desde los acontecimientos de Ultraman, y el legendario "Gigante de la Luz" es ahora un recuerdo, ya que se cree que regresó a casa después de luchar contra los numerosos alienígenas gigantes que invadieron la Tierra.
El hijo de Shin Hayata, Shinjirō, parece poseer una extraña habilidad, y es esta habilidad, junto con la revelación de su padre de que él era Ultraman, lo que lleva a Shinjirō a luchar contra los nuevos alienígenas que invaden la Tierra como el nuevo Ultraman.

## Contenido de la obra

### Manga
La serie comenzó a serializarse en el primer número de la revista Monthly Hero's, publicada el 1 de noviembre de 2011. La revista dejó de publicarse el 30 de octubre de 2020 y la serie fue transferida al sitio web de Comiplex, comenzando a publicarse el 27 de noviembre de 2020.
La editorial Viz Media obtuvo la licencia de la serie para su lanzamiento en idioma inglés en América del Norte en febrero de 2015, y el primer volumen se lanzó el 18 de agosto de 2015.

### Anime
En noviembre de 2017 se anunció una adaptación al anime, que luego se reveló que sería un anime con gráficos 3D, coproducido por Production I.G y Sola Digital Arts. El anime está codirigido por Kenji Kamiyama y Shinji Aramaki. Nobuko Toda y Kazuma Jinnouchi componen la música.
La serie se estrenó en Netflix a nivel mundial el 1 de abril de 2019.
ldcodex interpreta el tema de apertura, titulado "Core Fade". ldcodex también interpreta el tema final de la serie "Sight Over The Battle".
Durante el Festival Internacional de Cine de Animación de Annecy de 2019, Netflix anunció la producción de una segunda temporada. El personal principal vuelve para retomar sus papeles. La segunda temporada se estrenó el 14 de abril de 2022, contando con solo 6 episodios.
Una tercera y última temporada se lanzó el 11 de mayo de 2023 en Netflix, con 12 episodios.

### Videojuego
El 10 de enero de 2020 se anunció el lanzamiento de un juego para móviles de Ultraman basado en el manga para dispositivos iOS y Android.
El juego, titulado Ultraman: Be Ultra, se lanzó a principios de 2020 en Japón.

## Recepción
En la semana del 29 de junio al 5 de julio de 2015, el sitio japonés Oricon reveló que el Volumen 6 de Ultraman se ubicó en el puesto 33 de un ranking con un total estimado de 26,214 copias vendidas.
Del 6 al 12 de julio de ese año, las ventas del Volumen 6 se dispararon a un número estimado de 73.673 copias.
Durante la Comic-Con de San Diego de 2016, Ultraman ocupó el quinto lugar en "Mejor manga nuevo para niños/adolescentes". A principios de 2017, el Volumen 9 ocupó el puesto 24 con un total de 59,898 copias.
El manga vendió más de 2,4 millones de copias en 2017. A partir de 2018, el manga ha vendido más de 2,8 millones de copias.